# Дымово-Государственное
Дымово-Государственное — село Шелемишевского сельского поселения Скопинского района Рязанской области.
Расположено в 7 км к юго-юго-западу от села Шелемишево, в 41 км к юго-востоку от города Скопина при впадении реки Питомша в реку Ранову.

## История
Упоминается в 1676 году как деревня Дымово (также Новобогородицкое). Название селения происходило по фамилии землевладельца Дымова. Входило в состав Богородице-Рождественского прихода села Борового.
В 1693 году в Дымово была построена православная церковь в связи с чем статус населённого пункта был повышен до села.
По 10-й ревизии (1858) в Дымово числилось 6 дворов (64 души государственных четвертных крестьян).

## Население
| 1859 | 1906 | 2010 |
| ---- | ---- | ---- |
| 674  | ↘594 | ↘1   |